# پاتریشا ریچاردسون
 پاتریشا ریچاردسون (انگلیسی: Patricia Richardson؛ زادهٔ ۲۳ فوریهٔ ۱۹۵۱) هنرپیشه اهل ایالات متحده آمریکا است. وی از سال ۱۹۸۰ میلادی تاکنون مشغول فعالیت بوده‌است. از فیلم‌هایی که او در آن بازی کرده است، می‌توان در کشور اشاره کرد.